# Speckkuchen

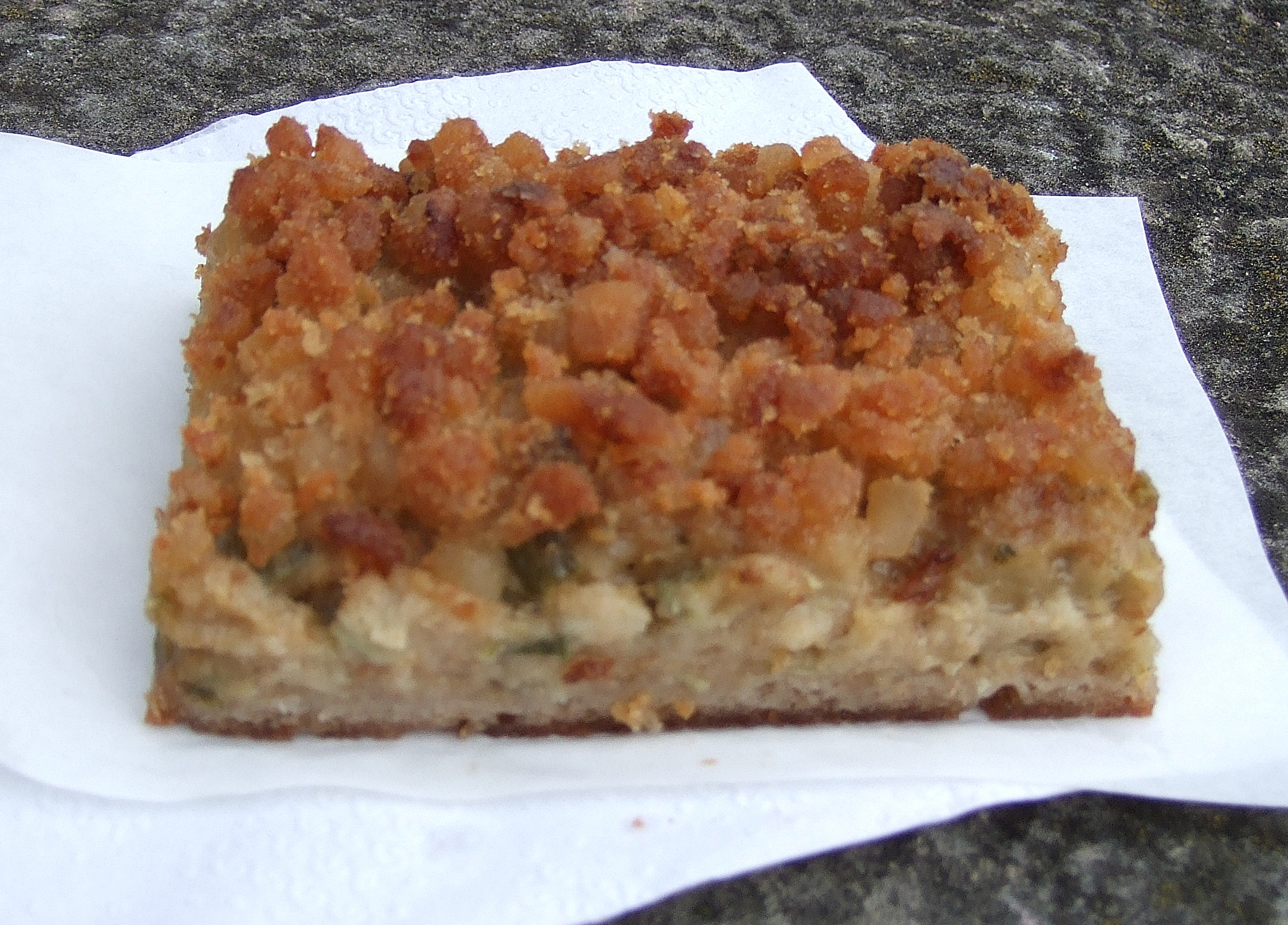
Nordhessischer Speckkuchen

Speckkuchen ist ein Fladengebäck mit einem Belag aus zerkleinertem Speck, der in verschiedenen Varianten gebacken wird. Speckkuchen sind zumeist Blechkuchen aus Hefefeinteig mit einer Auflage von gedünsteten Zwiebeln, Speck, Kümmel und mit einem Eierguss. Diese Kuchen werden warm serviert, zum Beispiel zu jungem Wein oder zu Federweißer.
Das Gericht wird insbesondere auf dem Land bei Veranstaltungen wie der Kirmes oder Weihnachtsmärkten in größeren Mengen zubereitet und verzehrt. Speckkuchen wird an Imbissständen und in Bäckereien verkauft. Wie bei vielen regionalen Spezialitäten hat jedes Dorf und jeder Bäcker sein eigenes Speckkuchen-Rezept.

## Geschichte
Speckkuchen sollen schon zu Zeiten der Goten bekannt gewesen sein. In deutschen Schriften und Kochbüchern können Speckkuchen seit Anfang des 15. Jahrhunderts nachgewiesen werden. Der Speckkuchen war meist ein Gebäck für das Gesinde (Gesindekuchen) bzw. für Knechte und Mägde, er galt in nichtdeutschen Ländern als Festtagsgebäck.

## Varianten
Als nordhessische Spezialität wird er aus Roggenbrotteig auf Sauerteig-Basis hergestellt. Traditionell wurde der Speckkuchen in den nordhessischen Dörfern an Backtagen in den Öfen der Dorfgemeinschaften hergestellt. Der Speckkuchen wurde in dem noch heißen, jedoch für das Backen von Brot schon zu kalten Backofen als Essen für den Tag gebacken. Beliebt war und ist er in Kassel als schneller Imbiss, insbesondere an Markttagen.
Auf dem auf einem Backblech ausgerollten Brotteig wird eine kräftige Mischung aus Schmand, Eiern, Porree („Spanschlauch“), mit Paniermehl bestreuten Speckstückchen und Gewürzen verteilt und gebacken.